# József Bajza
József Bajza (31. ledna 1804, Szűcsi, Hevéská župa – 3. března 1858, Pešť, nyní Budapešť) byl maďarský spisovatel, literární kritik a teoretik, společně s Mihálym Vörösmartym a Ferencem Toldym nejvýznamnější propagátor romantických tendencí v maďarské literatuře. Jeho portrét je v slovenském literárním prostředí často zaměňován za portrét Josefa Ignáce Bajzy.

## Život

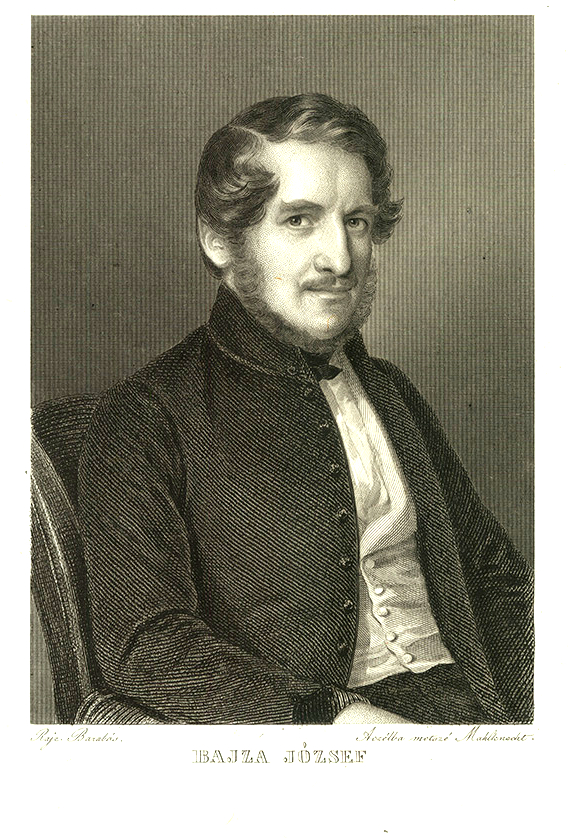
József Bajza, litografie Miklóse Barabáse z roku 1830

Pocházel ze vzdělané šlechtické rodiny. V letech 1822–1824 vystudoval práva na univerzitě v Pešti. Od roku 1823 spolupracoval s almanachem Aurora Károla Kisfaludyho, který po jeho smrti sám až do roku 1837 redigoval. Roku 1829 se v Pešti stal advokátem, ale věnoval se především estetice, literatuře a historii. Roku 1832 se stal členem Uherské akademie věd a roku 1836 se stal zakládajícím členem Kisfaludyho společnosti (Kisfaludy Társaság), což byla literární společnost v Pešti, pojmenovaná po dramatikovi Károlym Kisfaludym, která patřila k nejvýznamnějším literárním institucím v Uhrách. V letech 1837-1838 působil jako prvním ředitel maďarského Národního divadla a v této funkci podporoval především původní maďarskou produkci. Založil rovněž časopis Athenaeum, který společně s Vörösmartym a Toldym redigoval do roku 1843.
Roku 1848 jej Lajos Kossuth jmenoval redaktorem svých politických novin Kossuth Hirlapja. Po porážce maďarské revoluce se proto musel skrývat a teprve roku 1851 se mohl vrátit do vlasti. V zimě roku 1852 u něho projevila nevyléčitelná duševní choroba, žil proto až do své smrti v ústraní.
Bajza začínal jako básník, když roku 1835 vydal své Versei (Básně), kterými se zařadil mezi přední maďarské lyriky. Kromě toho přeložil několik dramat, včetně prací Herdera, Goetheho a Uhlanda. Snažil se však především o vytvoření objektivní a teoreticky fundované maďarské literární a divadelní kritiky, za jejíhož zakladatele je považován. Zdůrazňoval vlasteneckou funkci literatury a vyzvedával francouzské romantické drama pro jeho demokratický duch oproti dramatu německému. Pro své názory byl napadán jako politický ultraliberál.

## Dílo

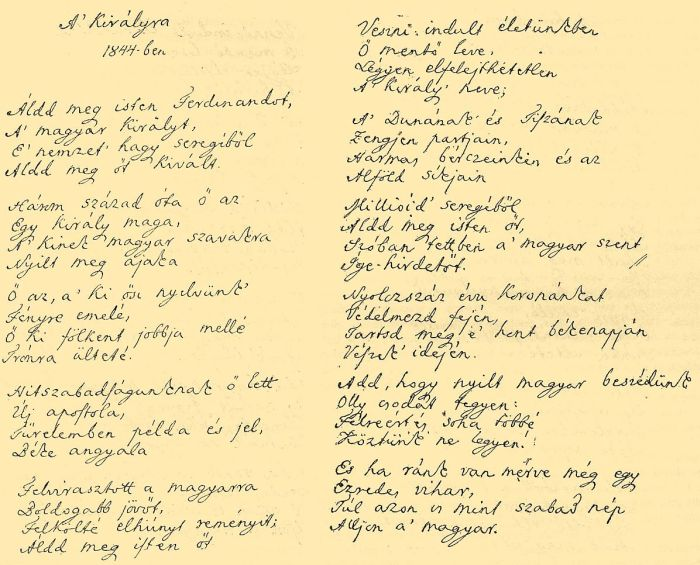
Rukopis básně Král z roku 1844

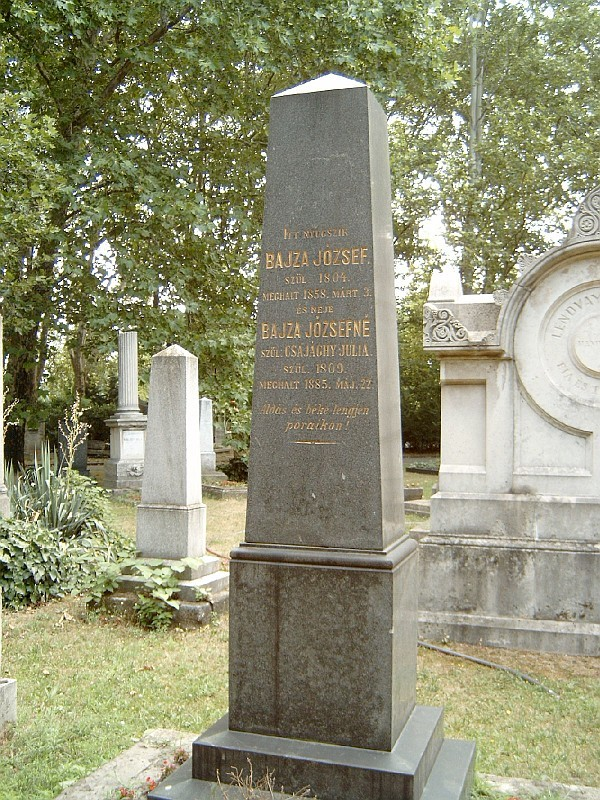
Bajzův hrob v Budapešti

- Az epigramma teoriája (1828, Teorie epigramu).
- A román költésről (1833, O skládání románu).
- As Apotheózis (1834, Apoteóza), báseň.
- Versei (1835, Básně).
- Dramaturgiai és logikai leckék, magyar színházbírálók számára  (1836, Dramaturgie a logické lekce pro kritiky maďarského divadla).
- Szózat a Pesti Magyar Színház ügyében (1839, Výzva ve věci Maďarského divadla v Pešti).
- Történeti Könyvtár (1843-1845, Historická knihovna), šest svazků.
- A királyra (1844, Král), báseň.
- Uj Plutarch (1845-1847, Nový Plutarch).
- Nemzetiség és nyelv (1846, Národnost a jazyk).
- Világtörténet' (1847, Všeobecné dějiny).
- Nyugtalanság (1851, Neklid), báseň.
- Összegyűjtött munkái (1852, Sebraná díla), dva svazky.
- Összegyűjtött munkái (1861-1863, Sebraná díla), vydáno posmrtně, šest svazků